# Rekkles
Martin Larsson, né le 20 septembre 1996 à Älvängen en Suède, connu sous le pseudonyme de Rekkles (prononcé reckless, « téméraire » en français), est un joueur professionnel suédois de League of Legends, ancien joueur AD Carry (Attack Damage Carry, abrégé ADC) et jouant actuellement au poste de Support.
Multiple champion du championnat d'Europe (LEC), Rekkles fait partie des rares européens à s'être hissé jusqu'en finale du championnat du monde de League of Legends lors de l'édition 2018 organisée en Corée du Sud.
Il rejoint fin 2020 l'équipe G2 Esports, autre structure multi titrée du championnat européen et grands rivaux des Fnatic,. En novembre 2021, Rekkles devient un joueur de la Karmine Corp, club évoluant en LFL. Après une saison dans la ligue française, le Suédois retourne chez Fnatic, son équipe historique.
Depuis le 11 décembre 2023, il est officiellement un joueur de l'équipe T1 Esports academy.
D'un commun accord, il quitte l'équipe T1 Esports academy le 13 novembre 2024 avant de rejoindre, deux jours plus tard, l'équipe nouvellement créée Los Ratones, club évoluant en seconde division européenne. Il y retrouve notamment son ancien coéquipier de Fnatic, Nemesis.
En 2024, il parle publiquement de son diagnostic d'autisme à haut niveau de fonctionnement qui lui a fait prendre conscience de l'importance du milieu de travail dans lequel il évolue et de mieux comprendre certaines choses qu'il a vécu.

## Biographie

### Jeunesse
Martin Larsson est originaire d'Älvängen, près de Göteborg.

## Carrière

### Débuts avec Fnatic
En 2013, Riot Games créé la League of Legends European Championship (LEC).
Lors du segment d'été 2014, il est élu meilleur joueur de la LEC. Lors des play-offs, il est le Carry AD avec le KDA (rapport du nombre de victimes et du nombre de morts d'un joueur) le plus élevé d'Europe.

### Court passage chez Elements
Lors du segment printanier 2015, Rekkles rejoint l’équipe d'Elements. Anciennement Alliance, sa nouvelle équipe l’a battu lui et Fnatic lors de la finale du segment estival 2014. Après un segment de printemps lors duquel son équipe n’arrive pas à se qualifier pour la phase finale quand dans le même temps, Fnatic redevient champion d'Europe, Rekkles fait son grand retour chez Fnatic en cours de saison au début du segment estival de 2015.

### Retour chez Fnatic

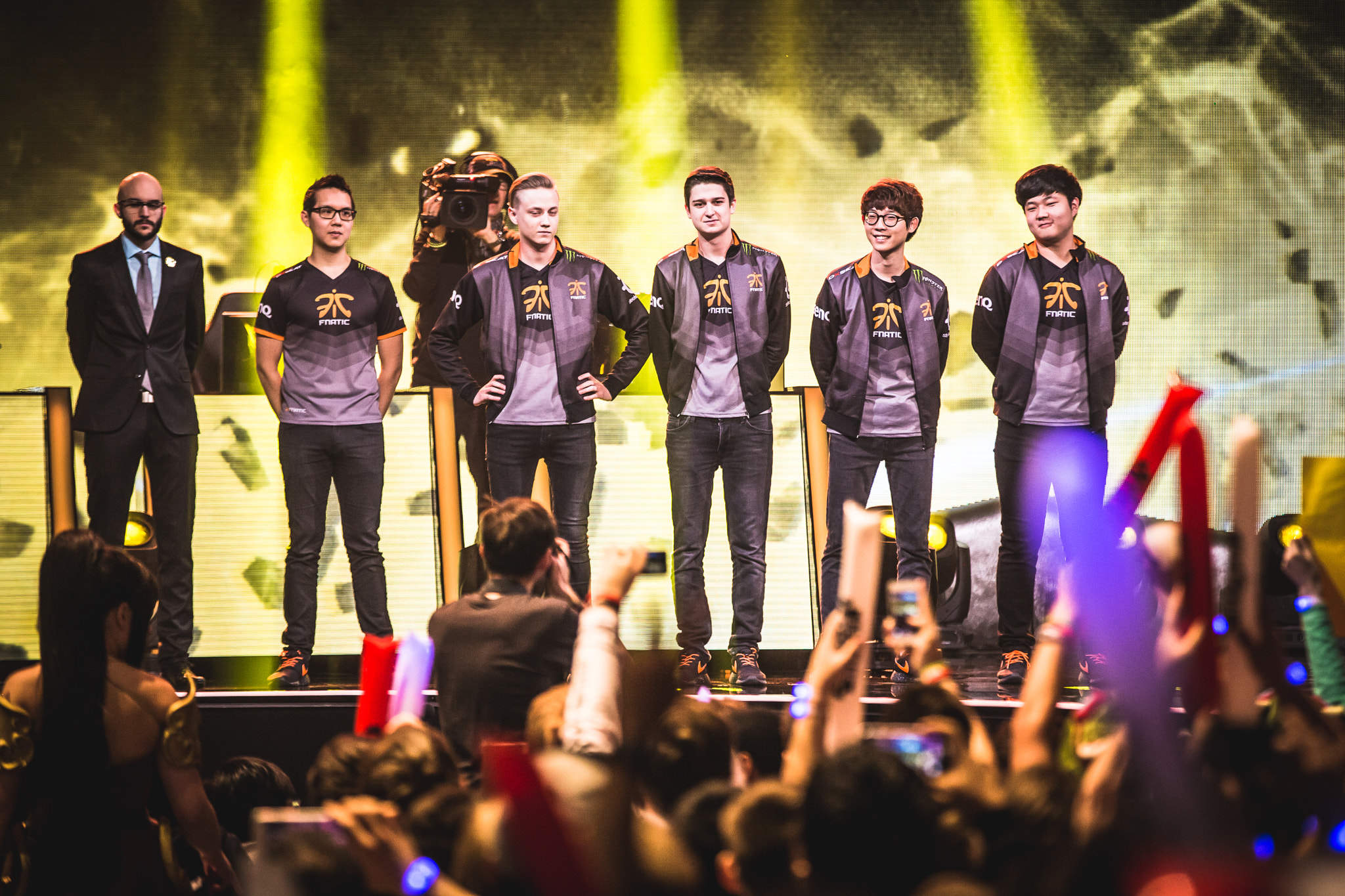
Rekkles et ses coéquipiers lors des quarts-de-finale des championnats du monde 2015.

Son retour chez Fnatic est un succès. L'équipe est invaincue lors du segment d'été et remporte le tournoi final, ce qui lui permet de se qualifier pour le championnat du monde. Rekkles vit alors à Berlin avec son équipe lors des compétitions.
À l'été 2018, après la sortie du patch 8.11, Rekkles se met en retrait de l'équipe plutôt que de se forcer à jouer des personnages qu'il n'apprécie pas comme Karma. Pensant son équipe meilleure sans lui, il attend deux mois jusqu'à ce que Riot Games corrige la dynamique du jeu. Emmenée par Rekkles, l'équipe de Fnatic domine la fin du segment estival de LEC et atteint la finale du championnat du monde de League of Legends. La dernière fois où une équipe européenne a atteint ce niveau remonte à la saison 1 lors de laquelle les Fnatic avaient remporté le titre. En finale, les Fnatic perdent sur le score de trois parties à zéro contre les Invictus Gaming (IG).

### G2 Esports (2021)
En novembre 2020, Rekkles rejoint officiellement l'équipe G2 Esports, grande rivale de Fnatic depuis toujours. Il rejoint ainsi son ancien coéquipier Caps, lui aussi ancien joueur de Fnatic ayant rejoint G2 en 2018. Rekkles, n'ayant jamais gagné les Championnats du monde de League of Legends estime que G2 Esports est l'équipe avec laquelle il a le plus de chance d'y arriver.

### Karmine Corp (2022)
En novembre 2021, Rekkles est transféré à la Karmine Corp, club évoluant en LFL. Le club français débourse environ un million d'euros en frais de transfert pour s'attacher les services de la vedette suédoise pour deux ans,. Malgré une saison en deçà des attentes, la Karmine Corp et Rekkles remportent tout de même le titre ensemble, le segment printemps des Amazon European Masters.

### Retour chez Fnatic (2023)
En décembre 2022 après un bref passage d'une saison à la Karmine Corp, Rekkles retourne chez Fnatic en LEC. Après une première partie de saison peu convaincante en durant la LEC Winter 2023, Fnatic n'arrive qu'à la neuvième place terminant sur un 2-7.
Durant le Spring Split, Fnatic arrive sixième en terminant sur un 4-5. Durant les matchs de groupes ils perdent contre Astralis sur un score de 1-2 en semaine 1, puis contre MAD Lions en semaine 2, sur un score de 1-2.
Le 28 Avril, Rekkles annonce dans une vidéo qu'il décide de changer de rôle afin de jouer en tant que Support. Fnatic annonce qu'il ne sera pas aligné pour le Summer Split.

### Changement de rôle et de région
Le 11 décembre 2023, Rekkles officialise son arrivée dans l'équipe coréenne T1 Esports Academy pour la saison 2024 où il jouera au sein de l'équipe le rôle de Support dans la LCK Challengers League au côté du joueur coréen Sin « Smash » Geum-jae qui occupe le poste d'AD Carry, rôle qu'occupait Rekkles avant son changement de rôle.
Pour les championnats du monde 2024, il devient remplaçant dans l'équipe fanion de la structure pour la compétition, le remplaçant du support Ryu ''Keria'' Min-Seok, et remporte les championnats du monde avec T1, bien qu'il soit sur le banc toute la compétition, son nom apparaît sur le trophée.

### Los Ratones
En novembre 2024, Rekkles rejoint Los Ratones, une équipe fondée par Caedrel (en) qui joue dans la ligue régionale regroupant les pays du nord de l'Europe, la Northern League of Legends Championship (NLC).
Précédemment la même année en avril, Rekkles évoquait son récent diagnostic d'autisme à haut niveau de fonctionnement dans une interview donné à Caedrel.

## Résultats

### Fnatic
- Vainqueur du DreamHack Hiver 2012
- Finaliste de l'IEM VII - Global Challenge Cologne 2012
- Finaliste de l’IEM VIII - Cologne, 2013
- Finaliste de l’IEM VIII - World Championship 2014
- Vainqueur du segment printemps de l'EU LCS 2014
- Vainqueur du segment été de l’EU LCS 2014
- 12e-13e du championnat du monde 2014
- Vainqueur du segment été de l’EU LCS 2015
- Demi-finaliste du championnat du monde 2015
- 2e du All-Star de Los Angeles 2015
- Demi-finaliste de l'IEM X de Cologne 2015
- Finaliste de l’IEM X - World Championship, 2016
- 3e du segment printemps de l’EU LCS 2016
- 5e-6e du segment été de l’EU LCS 2016
- Vainqueur du All-Star de Barcelone 2016
- 3e du segment printemps de l’EU LCS 2017[17]
- Finaliste du Rift Rivals Blue 2017[18]
- 3e du segment été de l’EU LCS 2017[19]
- Quart-de-finaliste du championnat du monde 2017
- Vainqueur du segment printemps de l’EU LCS 2018
- Demi-finaliste du MSI 2018
- Vainqueur du Rift Rivals Blue 2018[20]
- Vainqueur du segment été de l’EU LCS 2018[21]
- Finaliste du championnat du monde 2018[22]
- 3e du segment printemps de la LEC 2019[23]
- Vainqueur du Rift Rivals 2019 NA-EU
- Finaliste du segment été de la LEC 2019
- Finaliste du segment printemps de la LEC 2020
- Finaliste du segment été de la LEC 2020
- Quart-de-finaliste du championnat du monde 2020

### Alliance/Elements
- Demi-finaliste de l'IEM IX - San Jose (Alliance)
- 7e du segment printemps de l'EU LCS 2015 (Elements)

### G2 Esports
- 3e du segment printemps de la LEC 2021 (désigné meilleur joueur du segment)[24]
- 4e du segment été de la LEC 2021

### Karmine Corp
- 3e du segment printemps de la LFL 2022
- Vainqueur du segment printemps des Amazon European Masters 2022

T1
- Vainqueur du championnat du monde 2024, Rekkles n'a toutefois disputé aucun des matchs de la compétition, mais a participé à la préparation de l'équipe et aux entraînements, il évoluait au poste de support remplaçant.

### Los Ratones
- Double champion de la ligue NLC
- Double champion EMEA Masters